# قائمة المدن التي أسسها الإسكندر الأكبر

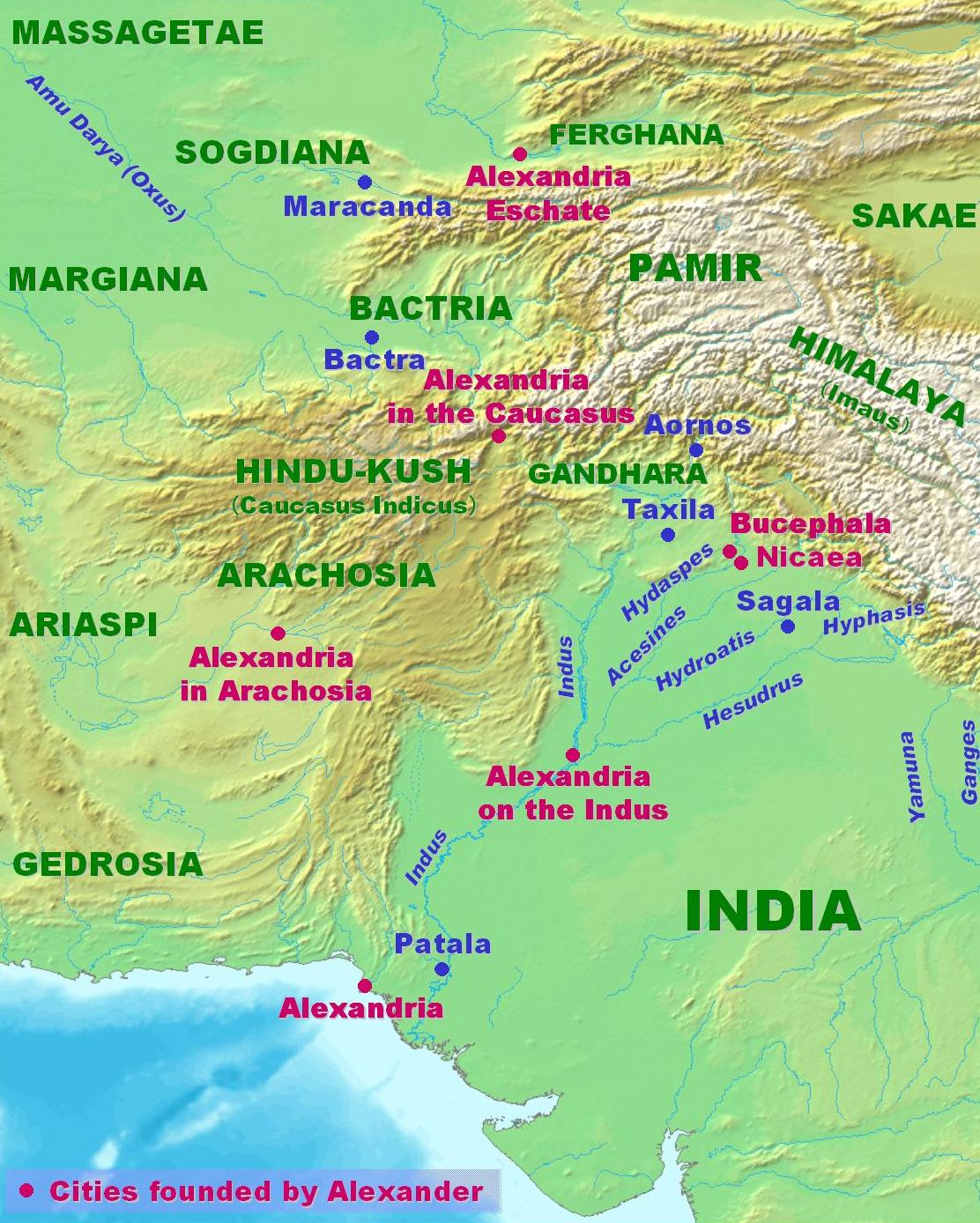
المدن القديمة التي أسسها الإسكندر الأكبر في وسط وجنوب آسيا

أسس الإسكندر الأكبر أو أعاد تأسيس بشكل كبير أو أعاد تسمية العديد من البلدات والمدن. ويقدر عدد المدن الفعلية التى أنشأها الاسكندر بنفسه برقم تقريبي يبلغ حوالي 20 مدينة أو اكثر، وهناك مصادر تشير إلى أعداد مختلفة في هذا النطاق، فيما يلي بعض هذه المدن (مع مواقعها الحالية):

## قائمة المدن
بلغاريا
- مدينة الكسندروبوليس ميديكا [الإنجليزية]

تركيا
- الإسكندرية الواقعة بجانب مدينة لاتموس [الإنجليزية]، من المحتمل أنها مدينة أليندا [الإنجليزية]
- الإسكندرية بالقرب من إسوس، ربما هي مدينة الإسكندرونة، ولكن قد لا يكون هو الموقع الدقيق.
- سميرنا. وفقًا للأسطورة بعد أن اصطاد الإسكندر في جبل باجوس نام تحت شجرة دلب قريبة من معبد نمسيس. وبينما كان نائمًا ظهرت له الإلهة وطلبت منه أن يؤسس مدينة هناك وينقل إليها بعض السكان من المدينة القديمة. أرسل هؤلاء السكان سفراء إلى الكهنة في كلاروس [الإنجليزية] ليسألوا عن هذا الأمر، وبعد أن جاءهم الرد من الكهنة قرروا الانتقال إلى سميرنا.[3]

سوريا
- نكفوريون (مدينة الرقة الحالية). ذكر المؤرخ ايزيدور في كتابه (المحطات البارثية) أنها كانت مدينة يونانية أسسها الإسكندر الأكبر.[4][5]

الأردن
- جرش تدعي بعض المصادر أن المدينة أسسها الإسكندر أو جنود الإسكندر.[6]

- كما ادعت مدن أخرى في المنطقة أن الإسكندر هو مؤسسها.[6]

مصر
- مدينة الإسكندرية.

العراق
- الإسكندرية في سوزانا، سميت لاحقا (خاراكس).
- الإسكندرية (ميجدونيا)، يعتقد أنها تقع في محيط مدينة أربيل.[7]
- الإسكندرية (قناة بالاكوباس)، الواقعة على قناة بالاكوباس بالقرب من بابل.[8]

إيران
- الإسكندرية كرمانيا، التي يُحتمل أنها مدينة جولاشكيرد في إيران، (تسمى اليوم فارياب).
- سناباد (تسمى اليوم مشهد) في محافظة خراسان رضوي، إيران.[9]
- الكسندروبوليس في مملكة بارثيا، مكانها الحالي غير معروف.[10]

طاجيكستان
- اسكندرية (اسكات) في أو بالقرب من خجندة الحديثة.

أوزبكستان
- الإسكندرية (ترماتا) في أو بالقرب من ترمذ الحديثة.[8]

تركمانستان
- الإسكندرية (مارجيانا)، مرو الشاهجان سابقًا.

أفغانستان
- الإسكندرية (أريانة)، تسمى اليوم هراة.
- الإسكندرية (بروفازيا)، من المحتمل أنها مدينة فراه.
- الإسكندرية (أراكوزيا)، تسمى اليوم قندهار
- الإسكندرية (سكستين)، في أو بالقرب من زرنج اليوم.
- الإسكندرية (القوقاز)، تسمى اليوم (بغرام)
- الإسكندرية (أوكسوس) أو الإسكندرية (اوكسيانا). الموقع غير معروف، حُدد موقعها مبدئيًا إما عي خانوم في أفغانستان أو كامبير تيبي [الإنجليزية] في أوزبكستان.
- الإسكندرية في أوبيانا، غزنة.
- الإسكندرية في أو بالقرب من مدينة بلخ (تسمى بلخ باليونانية: باكترا).
- نيكايا أو نيقية، في أو بالقرب من جلال أباد.

باكستان
- أريجايوم، مدينة ناواجاي في إقليم باجور.
- الإسكندرية (نيقية)، في مكان ما في ولاية البنجاب.
- الاسكندرية (بوسيفالوس) في مكان ما في ولاية البنجاب. ربما مدينة فاليا أو كجرات أو جلالبور شريف [الإنجليزية].
- الإسكندرية على نهر اسيسينس، أو بالقرب من نهر اسيسينس (يسمى اليوم نهر تشيناب) في باكستان.
- الإسكندرية (نهر السند)، ربما هي مدينة أوتش اليوم.
- الإسكندرية (سغدوي)، على نهر السند. الموقع الدقيق غير معروف.
- ريجيو باتاليس [الإنجليزية]، الموقع الدقيق غير معروف، ربما بالقرب من حيدر أباد.
- إكسيلينبوليس [الإنجليزية]، الموقع الدقيق غير معروف، ربما بالقرب من حيدر أباد.
- الإسكندرية (أوريتاي) أو الإسكندرية (رمباشيا)، ربما هي مدينة بيلا اليوم.
- الإسكندرية، ربما بالقرب من ملتان الحديثة. هناك بعض الأدلة على أن هذه المدينة قد أطلق عليها اسم الإسكندرية سوريانا الواقعة اليوم قريبا من مدينة شوركوت [الإنجليزية].
- ألكسندرو ليمين أو بورتوس ماسيدونوم ، تأسست بالقرب من بلدة باتالا الهندية القديمة عند مصب نهر إندوس في ريجيو باتاليس. ربما تقع قريبا من مدينة كراتشي الحديثة.
- رمباشيا، بعد أن غزا الإسكندر بلدة رمباشيا، أمر هيفايستيون ببناء المدينة، لاعتقاده بأن بناء مدينة هناك سيجعلها عظيمة ومزدهرة.
- أورا، بعد أن غزا الإسكندر بلدة أورا أمر أبولوفانيس [الإنجليزية] ببناء المدينة.

الهند
- الإسكندرية (هيفيسيس) في البنجاب، الهند الواقعة على الضفة الغربية لنهر بيس.